# Aeroportul Internațional Navoi
Aeroportul Internațional Navoi (în uzbecă Navoiy Xalqaro Aeroporti) (IATA: NVI, ICAO: UTSA) este un aeroport din Navoi, Regiunea Navoi, Uzbekistan ce deservește zona Navoi. Aeroportul a fost tranzitat în 2019 de 65.000 de pasageri. A fost deschis în 1962.
Situat la o altitudine de 347 m, aeroportul dispune de 1 pistă. Este operat de Uzbekistan Airways⁠(d).

## Infrastructură

### Piste
Aeroportul dispune de o singură pistă. Pista 07/25 are suprafața de beton. 